# Telescopio solar GREGOR

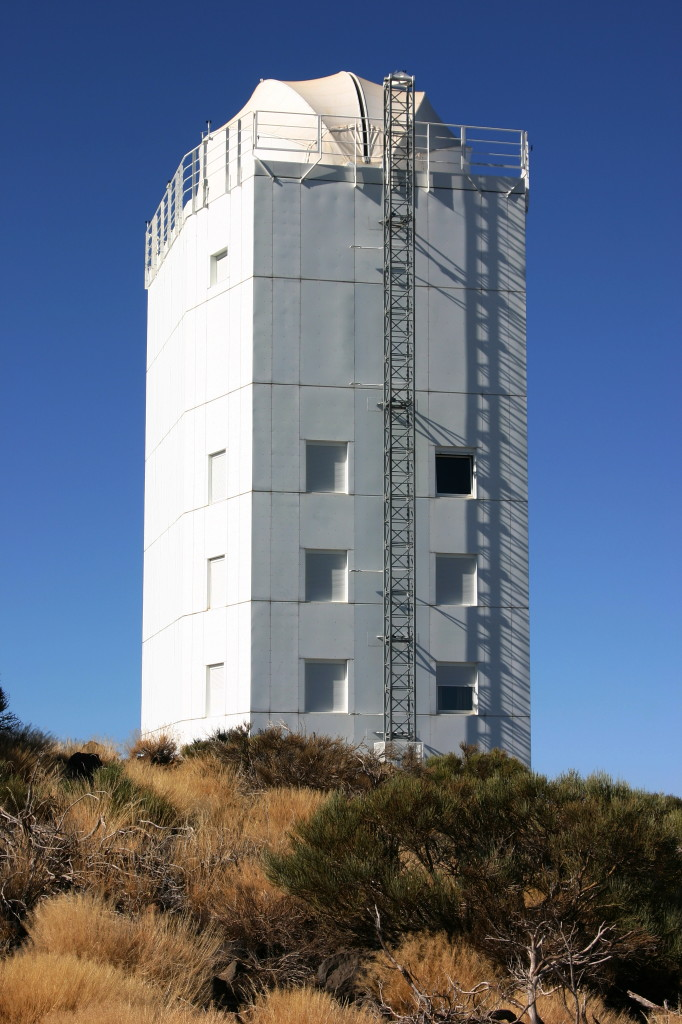
Edificio del telescopio GREGOR

GREGOR es un telescopio solar ubicado en el monte Izaña, en la isla de Tenerife (España).
Es operado en el Observatorio del Teide, a 2400 m de altitud.
Está diseñado, fundamentalmente, para la investigación de pequeñas estructuras solares, por lo que con su óptica adaptativa consigue una resolución de cerca de 0,1 segundos sexagesimales, con lo que se pueden reconocer objetos a partir de, aproximadamente, 70 km de diámetro.

## Desarrollo
El estudio de estas pequeñas estructuras es importante para comprender los procesos de interacción de los campos magnéticos con las turbulencias de plasma en el sol. El desarrollo y la puesta en marcha del telescopio GREGOR fueron llevados a cabo por el «Instituto de Física Solar Kiepenheuer» (Kiepenheuer-Institut für Sonnenphysik). Otros colaboradores en el proyecto son:
- el Instituto Leibniz de Astrofísica de Potsdam,
- el Instituto Max Planck para la investigación del sistema solar,
- el Instituto de Astrofísica de la Universidad de Gotinga,
- el Instituto de Astrofísica de Canarias y
- el Instituto de Astronomía de la Academia de Ciencias de la República Checa.

Este telescopio es una nueva arquitectura del telescopio gregoriano, concebido por el astrónomo escocés James Gregory (de ahí el nombre), con tres espejos y una distancia focal efectiva de 55,6 m.
El espejo principal, de 1,5 m de diámetro, fue construido por la empresa Schott AG a base de un material, Zerodur, que no está sujeto a dilataciones, estando, suplementariamente, refrigerado dinámicamente.
Los otros dos espejos están hechos a base de CESIC, un carburo de silicio.

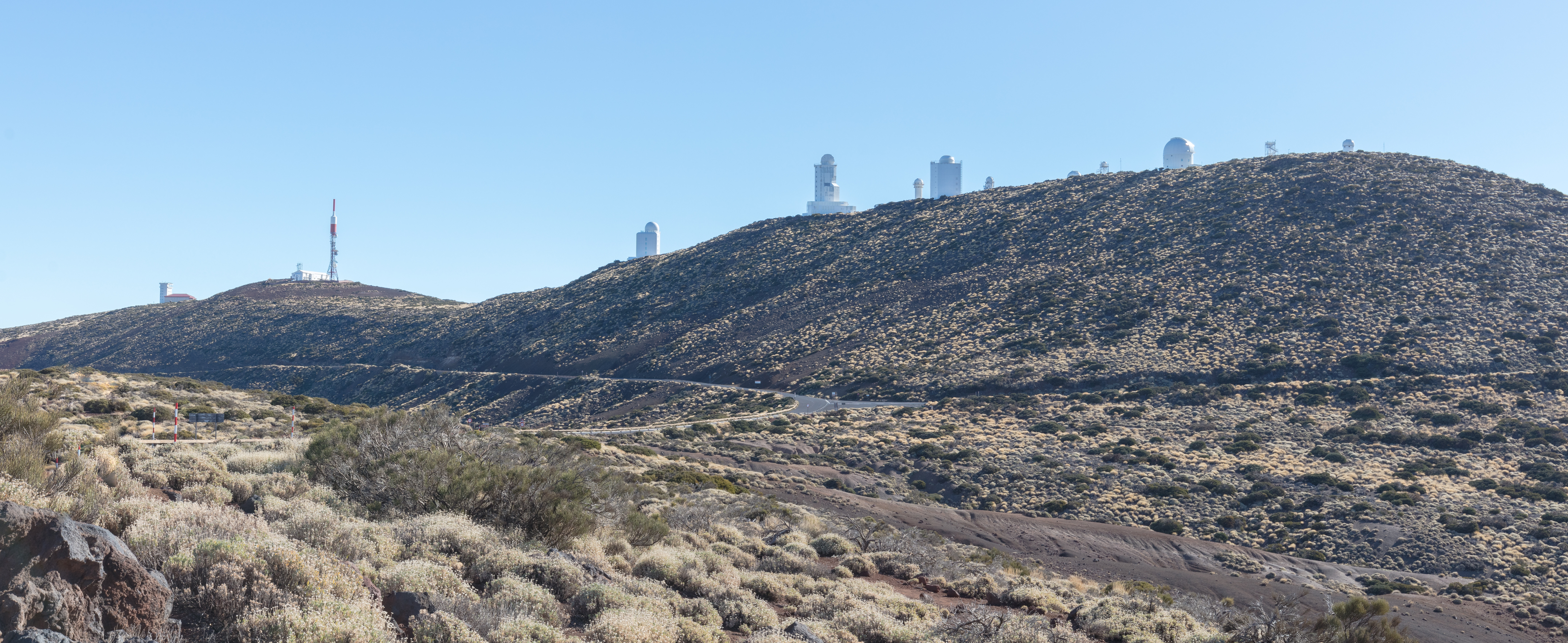
Vista general del observatorio del Teide.

La estructura del telescopio es totalmente abierta y se encuentra bajo una cúpula que se despliega con dos cortinas, de tal manera que se evitan las turbulencias que causan el efecto distorsionador atmosférico.
GEORG sustituyó al anterior, ya desmantelado, telescopio Gregory Coudé, de 45 centímetros. Es, por sus prestaciones, uno de los tres instrumentos más potentes del mundo para la observación del sol y el más eficiente de Europa
Aparte de su función como observatorio solar, también se puede utilizar como telescopio nocturno.
La primera luz data del 12 de marzo de 2009 y la inauguración oficial tuvo lugar el 21 de mayo de 2012.